# Pulsiones y destinos de pulsión
Pulsiones y destinos de pulsión, en alemán, Triebe und Triebschickale de Sigmund Freud, es un artículo escrito en simultáneo con La represión entre marzo y abril de 1915, aborda el uso del término de pulsión.
En la versión inglesa de la obra, James Strachey traduce «Trieb» por «instinct», en la versión castellana se prefirió emplear pulsión para evitar confusiones que se darían al dar uso a una doble terminología.
En la primera versión en castellano, traducida por Luis López-Ballesteros la obra se titula como Los instintos y sus vicisitudes.

## Contenido

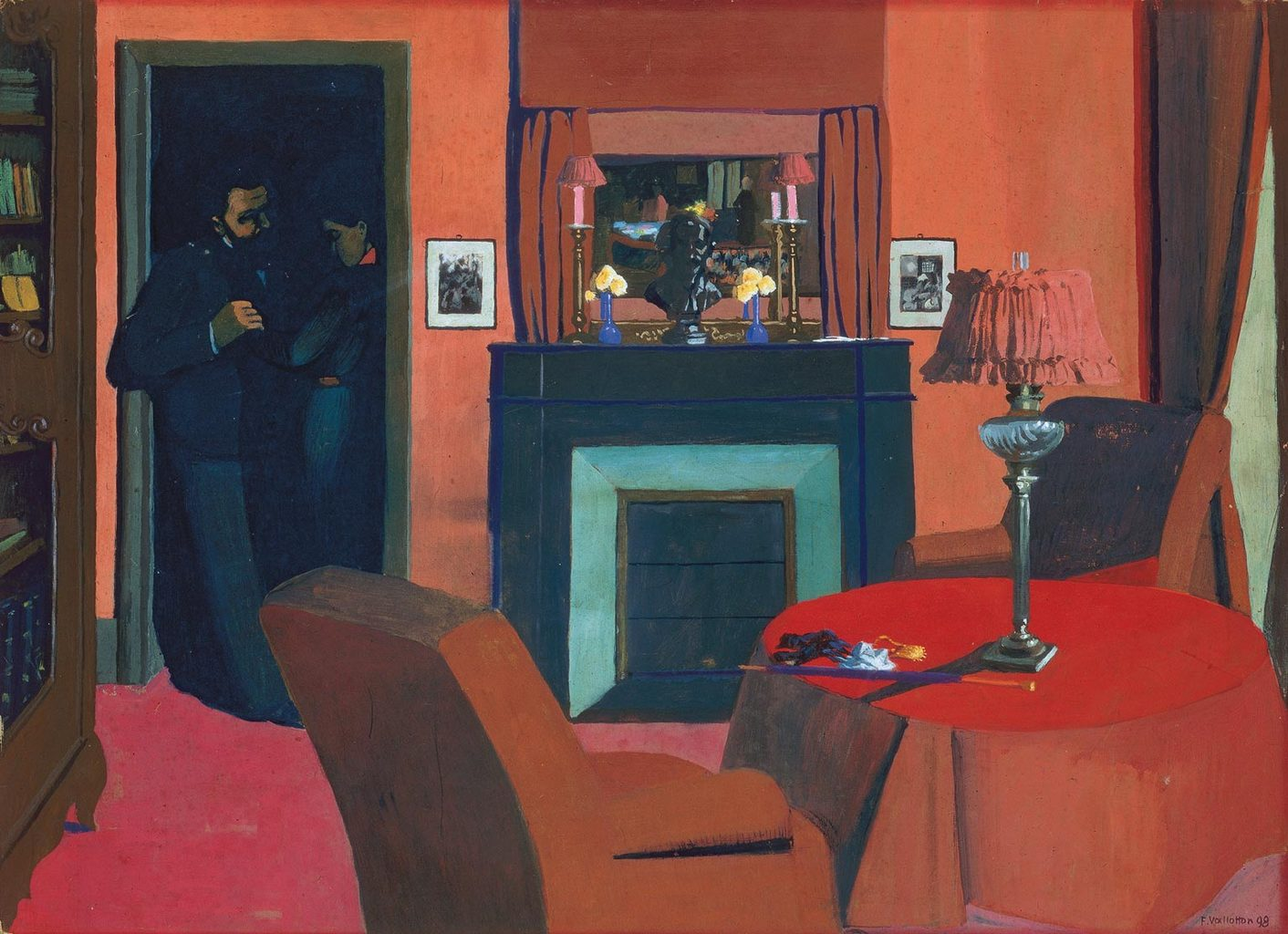
"La habitación roja" (1876) de Félix Vallotton: Esta pintura muestra a una pareja en una habitación roja, creando una atmósfera cargada de sensualidad, tensión y erotismo. La elección del color, algunos objetos sugerentes y la representación de la intimidad pueden evocar la idea de las pulsiones sexuales.

Freud define la pulsión como un concepto que se sitúa entre lo anímico y lo somático, como un representante psíquico de los estímulos que provienen del cuerpo hacia el alma. Sin embargo, en artículos posteriores, Freud establece una distinción clara entre la pulsión y su representante psíquico, afirmando que solo la representación puede ser objeto de la conciencia. A lo largo del artículo, Freud explora diferentes perspectivas sobre la naturaleza de la pulsión y su relación con lo psíquico y lo somático.
Freud muestra su insatisfacción con el estado del conocimiento psicológico sobre las pulsiones y reconoce que su comprensión del tema ha evolucionado con el tiempo. En sus primeros escritos, no se utilizaba el término "pulsión", pero conceptos similares como las "excitaciones" o las "necesidades pulsionales" estaban presentes. En los Tres ensayos sobre teoría sexual, Freud estableció que la libido era una manifestación de la pulsión sexual. Más tarde, introdujo el concepto de "pulsiones yoicas" en relación con el conflicto neurótico, y posteriormente exploró el narcisismo y las pulsiones de autoconservación.
En Más allá del principio de placer, Freud aborda la clasificación de las pulsiones y plantea la hipótesis de la pulsión de muerte. A lo largo de sus escritos, revisa y clarifica su posición sobre la clasificación de las pulsiones, teniendo en cuenta la estructura de la psique y la inclusión de las pulsiones agresivas y destructivas.
Aunque existen perspectivas aparentemente diferentes sobre la naturaleza de las pulsiones, Freud sugiere que la ambigüedad del concepto mismo, como un concepto fronterizo entre lo físico y lo anímico, puede ser la clave para comprender su complejidad. Aunque el artículo fue complementado y corregido en trabajos posteriores como en El malestar en la cultura y Nuevas conferencias de introducción al psicoanálisis; sigue siendo una obra fundamental para comprender el desarrollo de la teoría freudiana de las pulsiones.